# Herbert Kühn (Prähistoriker)
Herbert Kühn (* 29. April 1895 in Beelitz; † 25. Juni 1980 in Mainz) war ein deutscher Prähistoriker, Religionswissenschaftler, Kunsthistoriker und Philosoph, der eine Stillehre der prähistorischen Kunst vorgelegt und sich insbesondere um die Erforschung der Felsbildkunst (Höhlenmalereien) und Archäologie der Völkerwanderungszeit verdient gemacht hat. Lange Zeit galt er als einer der besten Kenner der Kultur der letzten Kaltzeit und ihrer künstlerischen Hinterlassenschaften.
Herbert Kühn setzte sich häufig von der vorherrschenden Lehrmeinung seiner Zeit ab, insbesondere der des führenden französischen Prähistorikers Henri Breuil (1877–1961) und des deutschen Paläolithforschers Hugo Obermaier (1877–1946). Seine Interpretationen galten vielen Fachkollegen als zu großzügig und gewagt.
Die Bedeutung Kühns besteht hauptsächlich darin, die paläolithische Kunst durch zahlreiche Publikationen einer breiten und interessierten Öffentlichkeit nahegebracht zu haben. Kühn trug die Kunst der frühen Menschheitsgeschichte, insbesondere die in den Höhlen Spaniens, Frankreichs, Skandinaviens und Russlands zusammen.  Rund 120 europäische Höhlen mit eiszeitlichen Bildern, Gravierungen und Skulpturen hat er vor Ort detailliert untersucht und zu interpretieren versucht.

## Leben
Herbert Kühn wurde als Sohn des Postvorstehers Hermann Kühn (1854–1918) und seiner Frau Franziska, geb. Worbes (1868–1955) in Beelitz bei Potsdam geboren. Kühn besuchte das Viktoria-Gymnasium in Potsdam (August  1914 Reifeprüfung), absolvierte einen kurzen Militärdienst (Kriegsfreiwilliger 1914) und nahm anschließend sein Studium der Vorgeschichte bei Gustaf Kossinna in Berlin auf. Anschließend ging er an die Universität München, da er sich zunächst für die Forschungen des Physikers Wilhelm Conrad Röntgen interessierte. Nach zwei Semestern ging er dann allerdings nach Jena zum Studium der Philosophie, Kunst-, Religions- und Vorgeschichte und schloss sich hier dem Philosophen Rudolf Eucken an.
Im Februar 1918 wurde Kühn nach seinem durch den Ersten Weltkrieg unterbrochenen Studium als 22-Jähriger im Fach Philosophie an der Universität Jena bei Rudolf Eucken zum Dr. phil.  promoviert mit seiner Dissertation Die psychologischen Grundlagen des Stilwandels der modernen Kunst. Zu verstehen ist diese Arbeit vor dem Hintergrund, in der die Kunst nach dem Impressionismus neue Wege in Richtung Abstraktion suchte.
Kurz nach dem Ersten Weltkrieg unternahm Kühn seine erste Reise nach Frankreich in das Département Dordogne, eine der weltweit bedeutendsten Felsbildregionen. Hier begeisterten ihn die zahlreichen Höhlenmalereien, die ihn dann sein Leben lang beschäftigt haben.
Von 1919 bis 1921 arbeitete Kühn als politischer Redakteur und Kunstkritiker am „Halberstädter Tageblatt“. Im Juli 1923 wurde er an der Universität zu Köln für das Fach „Prähistorische Kunst“ mit seiner Schrift Der Sensorismus der paläolithischen Kunst  habilitiert. Als Privatdozent hielt er am Kunsthistorischen Institut Lehrveranstaltungen zur prähistorischen Kunst; dieses Fach war jedoch kein Prüfungsfach. 1925 wurde Kühn Begründer und Herausgeber der internationalen Zeitschrift Jahrbuch für prähistorische und ethnographische Kunst (IPEK). Hier wurden zum Teil grundlegende Veröffentlichungen zur prähistorischen Kunst und Ethnographie vorgelegt. Seit 1928 fungierte Kühn ferner als Herausgeber der Rheinischen Forschungen zur Vorgeschichte. 1928 wurde seine Venia legendi in „Vorgeschichte“ geändert, 1930 wurde er zum außerordentlichen, nicht beamteten Professor ernannt. Auf Kühns Betreiben wurde 1930 ein „Institut für Vorgeschichte“ als Abteilung des Historischen Seminars der Universität zu Köln gegründet.
1931 und 1933 unternahm Kühn zwei große Weltreisen mit dem Schiff nach Amerika, Asien, Afrika und Australien, besuchte zahlreiche bedeutende Felsbildstationen und Ausgrabungsstätten und brachte sich so auf den aktuellen Stand der archäologischen Wissenschaften außerhalb Deutschlands. Zu seinen Zielen zählten u. a. Italien, Griechenland, Palästina, Afrika, Indien, Ceylon (heute Sri Lanka), Borneo, Sumatra, Java, Bali, Philippinen, Taiwan, China, Japan, Kalifornien, Panama, Kuba und Nordamerika.
Am 1. November 1935 wurde ihm nach Denunziationen aus politischen Gründen die Lehrbefugnis entzogen, u. a. weil er eine jüdische Ehefrau hatte. Dennoch konnte er sich aufgrund seiner Unabhängigkeit in der NS-Zeit ganz seinen Forschungsaufgaben widmen. Kühn lebte nach seiner Entlassung von 1935 bis 1946 als Privatgelehrter in Berlin. Hier verfasste er sein Grundlagenwerk Die germanischen Bügelfibeln der Völkerwanderungszeit in der Rheinprovinz, das 1966 in zweiter Auflage erschienen ist.
Nach Kriegsende folgte Kühn 1946 einem Ruf als erster Ordinarius für Vor- und Frühgeschichte an die neugegründete Universität Mainz (ohne Assistent, Schreibkraft und Zeichner). Dieses Ordinariat hatte er dann bis 1956 inne.
Kühn besuchte mehrmals die USA. In den Jahren 1959 und 1960 hielt er dort Fachvorträge zur Vorgeschichte und prähistorischen Kunst an zahlreichen Universitäten (u. a. in New York und Chicago). So erhielt Kühn zwei Rufe als Gastprofessor an US-amerikanische Universitäten: 1959–1960 an die Wayne State University in Detroit (Michigan) und 1963 an die University of California, Berkeley (CA). Daneben war er Mitarbeiter des renommierten Metropolitan Museum of Art in New York. In den 60er Jahren besuchte er dann die Pyramiden von Mexiko, unternahm 1967 eine Reise durch den Balkan und die Türkei, in den Iran und den Irak, nach Babylon, Assur, Ninive, Ur und 1974 schließlich nach Russland. Seine Lieblingsziele waren aber immer wieder seit 1923 die Höhlen in Frankreich und Spanien. Und oft war Kühn der erste, der sie zusammen mit ihren Entdeckern besuchte.
Im März 1959 wurde Kühn an der Universität Mainz emeritiert und war lange Zeit Senior der deutschen Prähistoriker. Nach seiner Emeritierung hat sich Kühn aber weiter seinen umfangreichen Publikationstätigkeiten gewidmet.
Kühn war seit 1921 verheiratet und hatte einen Sohn. Er starb im Alter von 85 Jahren in Mainz.

### Freundschaften
Eine enge Freundschaft pflegte Kühn mit den bedeutenden Paläolithforschern Abbé Henri Breuil und Hugo Obermaier, die aber seinen Thesen nie gefolgt sind. So hielt Kühn die Levantekunst wie viele seiner Fachkollegen nicht mehr für eiszeitlich, im Gegensatz dazu etwa Breuil. Kühn war ferner befreundet mit zahlreichen Dichtern, Literaten und Philosophen, so unter anderem mit Franz Pfemfert. In dessen sozial-revolutionärer Zeitschrift „Die Aktion“ publizierte Kühn eigene Gedichte.

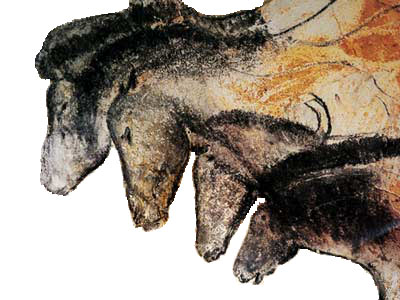
Pferdedarstellungen aus der Chauvet-Höhle, Aurignacien

### Prähistorische Studien
Der Prähistoriker Kühn gilt weithin als ein Pionier in der Erforschung der Eiszeitkunst. Er hat sich insbesondere mit der chronologisch-kulturellen und stilistischen Entwicklung der Kunst des Jungpaläolithikums (jüngere Altsteinzeit) auseinandergesetzt. Kühn lieferte somit auch der Kunst- und Kulturgeschichte sowie Religionsgeschichte bahnbrechende Erkenntnisse und nahm bedeutenden Einfluss auf andere Forscher wie etwa den schweizerischen Ethnologen Eduard Renner. Und als Feldforscher war er stets den Objekten seiner Wissenschaft sehr nahe. Wie bereits erwähnt, bereiste der Prähistoriker von internationalem Rang auf zwei großen Weltreisen prähistorische Fundplätze und besuchte dabei u. a. Indien, China, Japan, Amerika und Afrika.
Kühns Verdienst ist, die Höhlenmalereien und Felsgravuren zum Reden gebracht zu haben. Dabei ging er unbeirrt seinen eigenen methodisch-wissenschaftlichen Weg. Moderne Datierungsmethoden, insbesondere der Radiokohlenstoffdatierung, führten dann später zu einer Präzisierung der Klassifizierung und Periodisierung der prähistorischen Kunst.

### Systematisierung und Interpretation
Bei der Systematisierung (Ordnung) und Interpretation der frühesten Kunst wandte Kühn kunsthistorische Interpretationsansätze an. In den 50er Jahren entwickelte er sein Analyseverfahren, das auf spezifisch modernen Aspekten beruht. Seine Ergebnisse übertrug er dann auf die gesamte Menschheitsentwicklung. In allen Kulturepochen entwickelte sich für ihn die Malerei stets von ersten naturalistischen Äußerungen bis hin zu immer größeren Abstraktionen. Damit lieferte Kühn auch wertvolle Beiträge zur kunsthistorischen Forschung.
Zu Kühns Hauptforschungszielen zählte die Interpretation der Höhlenkunst. So brachte er die jungpaläolithische Felsmalerei stets mit magischen Vorstellungen und Riten in Verbindung, die bei der Jagd und der Fruchtbarkeit eine Rolle spielten. Auch diese These wurde und wird noch heute kontrovers diskutiert. Kühn beschäftigte sich aber nicht ausschließlich mit der Kunst, Kultur und Religion der europäischen Vorzeit, sondern auch mit den Hochkulturen im alten Mesopotamien, dem antiken Ägypten oder Indien sowie dem klassisch griechischen und römischen Kulturkreis. Für Kühn waren Religion und Kunst stets miteinander verbunden, ja geradezu selbstverständlich, Kunst als Form der Religiosität.
Kühn erbrachte auch eine Pionierleistung bei der Vermittlung der Bedeutung der Felsbildkunst. Er gilt als einer der Wissenschaftler der ersten Stunde, der die Bedeutung der Höhlenmalereien in Spanien und Frankreich erkannt hat.  Damit verhalf er ihnen sein Leben lang zu großer Popularität.
Ein weiterer Aspekt seiner Untersuchungen bildet das spannende Verhältnis zwischen prähistorischer und moderner Kunst, gibt es doch zahlreiche Ähnlichkeiten von Felsbildern und modernen Kunstwerken, etwa bei Willi Baumeister, Paul Klee, Joan Miró oder auch Pablo Picasso.

### Kultur- und Religionsforschung
In den 60er Jahren widmete sich Kühn insbesondere einem philosophischen, religiösen und historischen Brückenschlag zwischen Vergangenheit und Gegenwart. Dabei unterscheidet er zwischen dem magischen und dem mythischen Denken. Bei seinen Untersuchungen – bei denen die religiöse Entwicklung in vorgeschichtlicher Zeit stets im Mittelpunkt stand – berücksichtigte er immer wieder Erkenntnisse der ethnologischen Religionsforschung und der Sozialphilosophie. Für ihn bildeten Persönlichkeit und Gemeinschaft die zwei großen Pole wirtschaftlicher und geistiger Menschheitsgestaltung. Dabei war sich Kühn stets bewusst, dass jede Erkenntnis des Absoluten mangelt. Dabei führte ihn sein Weg bis in unsere Gegenwart. Für ihn hat der Mensch der Vorgeschichte nie ohne Eigentum gelebt, daher ist er der Meinung, dass alle Voraussetzungen des Sozialismus den geschichtlichen Tatsachen widersprechen. Ziel des Menschen sei es, Freiheit und Würde der Person zu erlangen.
Zu seinen Hauptwerken zählt das dreibändige Werk Vorgeschichte der Menschheit – Kultur und Geschichte, das zahlreiche Auflagen erfahren hat und in viele Fremdsprachen übersetzt wurde. Bei der Betrachtung der Entwicklung des Menschen vom Vor-Neandertaler bis ins 1. Jahrtausend v. Chr. fließen immer wieder Erkenntnisse der modernen Philosophie ein.
Kühns zweites Forschungsfeld lag auf dem Gebiet der Frühgeschichte, insbesondere der Völkerwanderungszeit. So legte er 1940 eine beeindruckende Materialvorlage der ihm bekannt gewordenen „Germanischen Bügelfibeln der Völkerwanderungszeit“ vor, ein vierbändiges Standardwerk, das noch heute mustergültig ist.

### Kühns Standardwerk
Sein abschließendes Monumentalwerk widmet sich der „Geschichte der Vorgeschichtsforschung“ und bildet noch heute mit seinen über 1000 Seiten ein unerlässliches Standardwerk für alle Studenten und Fachwissenschaftler der prähistorischen Archäologie. Die wichtigsten prähistorischen Fundstellen der Erde hatte er im Laufe seines intensiven Forscherlebens persönlich kennengelernt. Die opulente Monographie „behandelt die Geschichte der Ausgrabungen und Funde über die ganze Erde“, so Kühn selbst in seinem Vorwort (S. V). Ausdrücklich betont er hier, dass für ihn der Mensch, die Persönlichkeit des Grabenden, des Forschers, der Ausgräber, von Bedeutung sei. „Sinn und Aufgabe dieses Buches soll sein“, so Kühn (S. VIII),
„... das Wesen Mensch von seinen Anfängen her zu verstehen und zu deuten“.
Deshalb werden auch in seinem Opus magnum die Ausgräber genannt, ihre Lebensdaten und Veröffentlichungen, ihre persönlichen Erinnerungen eingeflochten, oftmals selbst ihr persönliches Erleben und Beziehungen zu Kühn.
„Dieses Buch trägt in sich die Aufgabe, durch die Erscheinungen und Tatsachen hindurch das Wesen des Menschen zu erfassen durch alle Zeiten und Erdteile“. (S. VIII).

### Schriftsteller Kühn
Kühn war auch als Schriftsteller tätig. Er hat es meisterlich verstanden, zum Teil schwer verständliche wissenschaftliche Inhalte seinem interessierten Publikum allgemeinverständlich zu vermitteln. Seine zahlreichen Publikationen haben ein Millionenpublikum gefunden, und dies nicht nur in Deutschland. Viele seiner grundlegenden Publikationen erreichten Neu- und Mehrauflagen und wurden in mehrere Fremdsprachen übersetzt.

## Ehrungen und Auszeichnungen
- 1932 korrespondierendes Mitglied des Archäologischen Instituts des Deutschen Reichs (später Deutsches Archäologisches Institut)
- 1941 Mitglied der Sociedad Española de Antropología, Etnografía y Prehistoria, Madrid
- 1945 erstes deutsches Ehrenmitglied der Société préhistorique française, Paris
- 1947 Mitglied der Société préhistorique de l’Ariège
- November 1949 ordentliches Mitglied der geistes- und sozialwissenschaftlichen Klasse der Akademie der Wissenschaften und der Literatur, Mainz
- 1955 Mitglied der Soc. de prehistoria, Rom
- ordentliches Mitglied der Académie des Sciences, Arts et Belles-lettres de Dijon
- stellvertretender Vorsitzender der ehemaligen Gesellschaft für Vor- und Frühgeschichte

## Zitate
„Die Anfänge des Ornaments, einfache Striche und Punkte bietend, sind aus der Technik nicht abzuleiten, die Wurzeln des Ornaments sind ästhetischer Art.“ , aus: Herbert Kühn 1929, S. 302.
„Der Ausgräber ist der Mensch, die Persönlichkeit, getragen von den großen Fragen nach dem Gewesenen, nach dem Geschehen des Vergangenen. Denn nur aus dem, was einmal war, erwächst das Gegenwärtige und das Folgende, so wie jeder einzelne Mensch beruht auf denen, die vor ihm waren, lebten und litten, genau so beruht die Menschheit auf den Epochen, die das Vergangene getragen haben.“ , aus: Herbert Kühn 1976, S. VII.

## Veröffentlichungen (chronologisch geordnet, Auswahl)

### Monographien
- Die psychologischen Grundlagen des Stilwandels der modernen Kunst. Druck der Gutenberg-Buchdruckerei Schulze & Sohn, Halberstadt 1919 (Zugleich Philosophische Dissertation Jena, 6. März 1920). Neuausgabe Frankfurt a. M. 1968.
- Die Malerei der Eiszeit. München 1921.
  - Die Malerei der Eiszeit. 3., vermehrte Auflage. Delphin-Verlag, München 1923.
- Die Kunst der Primitiven. Delphin-Verlag, München 1923.
- Kunst und Kultur der Vorzeit Europas – Das Paläolithikum. Walter de Gruyter & Co., Berlin/Leipzig 1929.
- Vorgeschichtliche Kunst Deutschlands (= Propyläen Kunstgeschichte.) Propyläen-Verlag, Berlin 1935.
- Felsmalereien aus Indien. Berlin 1935.
- Die germanischen Bügelfibeln der Völkerwanderungszeit in der Rheinprovinz (= Rheinische Forschungen zur Vorgeschichte. Bd. 4). 2 Bände. Verlag Röhrscheid, Bonn 1940.
- Gegenwart und Vorzeit (= Bücher des Wissens. Bd. 8). Metopen-Verlag, Wiesbaden 1948; 2., erweiterte und überarbeitete Auflage 1968.
- Vom Sinn der Vorgeschichte (= Welt und Wissen. Bd. 1). Churfürstenverlag, Mainz (Gonsenheim) 1948.
- Tat und Versenkung – Europa und Asien. Verlag Kirchheim, Mainz 1948.
- Auf den Spuren des Eiszeitmenschen. Verlag Brockhaus, Wiesbaden 1950.
  - Auf den Spuren des Eiszeitmenschen. 3., erweiterte Auflage, Verlag Brockhaus, Wiesbaden 1956, Taschenbuchausgabe: List-Verlag, 1958.
  - Auf den Spuren des Eiszeitmenschen (= List-Bücherei. Bd. 118). 2. Auflage. List-Verlag, München 1965.
- Das Problem des Urmonotheismus (= Abhandlungen der Akademie der Wissenschaften und der Literatur, Geistes- und sozialwissenschaftliche Klasse. Jg. 1950, Heft 22). Verlag der Akademie der Wissenschaften und der Literatur, Mainz/F. Steiner Verlag in Kommission, Wiesbaden 1950. (Englische Übersetzung in Selection II Sheed and Ward, London/New York 1954).
- Die Kunst Alt-Europas. Zürich 1952.
- Die Felsbilder Europas. Verlag W. Kohlhammer, Stuttgart 1952; 2. Auflage ebenda 1956, 3., völlig veränderte Auflage 1971.
- Das Erwachen der Menschheit (= Fischer Bücherei. Bd. 53). Fischer Verlag, Frankfurt am Main/Hamburg 1954.
- Der Aufstieg der Menschheit (= Bücher des Wissens. Bd. 82). Fischer, Frankfurt am Main/Hamburg 1955.
- On the track of prehistoric man. 1955.
- Abstrakte Kunst der Vorzeit. Knorr & Hirth Verlag, München/Hannover 1956.
- Eiszeitmalerei. 50000–10000 v. Chr. (= Piper-Bücherei. Bd. 95). Verlag R. Piper & Co., München 1956; 2. Auflage ebenda 1958.
- Germanische Kunst der Völkerwanderung. Knorr & Hirth Verlag, München/Hannover-Ahrbeck 1956.
- Die Kunst Alteuropas. 2. Auflage. Verlag Kohlhammer, Stuttgart 1958.
- Die Entfaltung der Menschheit (= Fischer Bücherei. Bd. 221). Fischer Verlag, Frankfurt am Main/Hamburg 1958.
- Persönlichkeit und Gemeinschaft (= Erfahrung und Denken. Bd. 3). Duncker & Humblot Verlag, Berlin 1959, ISBN 3-428-00870-7.
- Vorgeschichte der Menschheit – Kultur und Geschichte, Bd. 1: Altsteinzeit und Mittelsteinzeit (= DuMont Dokumente.) Verlag M. DuMont Schauberg, Köln 1962 (zahlr. Übersetzungen in europ. Sprachen u. Japanisch).
- Vorgeschichte der Menschheit – Kultur und Geschichte, Bd. 2: Neusteinzeit (DuMont Dokumente). Verlag M. DuMont Schauberg, Köln 1963.
- Das Antlitz Indiens (Sammlung Klosterberg, Neue Folge), Benno Schwabe & Co. Verlag, Basel/Stuttgart 1963.
- Eiszeitkunst – Die Geschichte ihrer Erforschung (Sternstunden der Archäologie, Bd. 4). Musterschmidt-Verlag, Göttingen/Berlin/Frankfurt/Zürich 1965 (auch ital.), ISBN 3-7881-1504-1. Rezension von Peter La Baume. In: Prähistorische Zeitschrift 1965–1966, S. 371–372.
- Wenn Steine reden – Die Sprache der Felsbilder. Verlag Brockhaus, Wiesbaden 1966.
- Vorgeschichte der Menschheit. Bd. 3: Bronzezeit und Eisenzeit (DuMont Dokumente – Kultur und Geschichte). Verlag M. DuMont Schauberg, Köln 1966.
- Die Grundlagen des Stilwandels in der modernen Kunst. Metopen-Verlag, Frankfurt a. M. 1968 [= Dissertation von 1919].
- Geschichte der Vorgeschichtsforschung. Verlag Walter de Gruyter, Berlin/New York 1976, ISBN 3-11-005918-5.
- Die Bügelfibeln der Völkerwanderungszeit in Nord- und ehemaligen Ost-Deutschland. Graz 1979.

### Sonstige Veröffentlichungen
- Primitive Kunst. In: Max Ebert (Hrsg.): Reallexikon der Vorgeschichte. Band 10 (Pacht – Pyrenäenhalbinsel), Verlag Walter de Gruyter & Co. Berlin 1927/28, S. 264–292.
- Kunstgewerbe der Eiszeit und der Völkerwanderungszeit. In: Geschichte des Kunstgewerbes. Band 1, 1928.
- Kunst der Vorzeit Europas. In: Das Atlantisbuch der Kunst. 1952.
- Die neue Höhle von Cougnac. In: Kosmos, Franckh’sche Verlagsbuchhandlung, Stuttgart, Heft vom 10. Oktober 1954, S. 494–497
- Vorgeschichte. In: Ploetz – Auszug aus der alten, mittleren und neueren Geschichte. 25. Auflage, 1956
- Däniken und die Vorgeschichte. In: Ernst von Khuon (Hrsg.): Waren die Götter Astronauten? Wissenschaftler diskutieren die Thesen Erich von Dänikens. Mit einem Nachwort von Erich von Däniken  (Wo meine Kritiker mich mißverstanden haben). Econ, Düsseldorf 1970, ISBN 3-430-15382-4, Taschenbuchausgabe: Droemer, München/Zürich 1972, ISBN 3-426-00284-1, S. 190–198.